# Liste des anciennes communes de la Haute-Savoie
Cette page a pour objectif de retracer toutes les modifications communales dans le département de la Haute-Savoie : les anciennes communes qui ont existé depuis la Révolution française, ainsi que les créations, les modifications officielles de nom, ainsi que les échanges de territoires entre communes.
En 1800, le territoire de l'actuel département de la Haute-Savoie comptait 309 communes,, un nombre qui va peu évoluer jusqu'en 1960. Depuis lors, les regroupements de communes se sont multipliés : concernant tout à la fois le milieu urbain (Sallanches, Thonon-les-Bains, Bonneville, Seynod) que le milieu rural. Chaque nouvelle loi incitative redonne un peu d'élan à ces regroupements (loi Marcelin de 1971, loi Notre de 2010). Le département comprend même ce qui est resté longtemps la plus grande "commune nouvelle" de France avec Annecy. C'est d'ailleurs autour d'Annecy et du lac que se trouve la plus grande partie des communes nouvelles du département. Aujourd'hui 279 communes forment son territoire (au 1er janvier 2025).
Le duché de Savoie redevient définitivement français en 1860, après l'avoir été durant une courte période (entre 1792 et 1815). L'actuel département de Haute-Savoie portait alors le nom de "Léman" et comprenait alors, en plus, la ville de Genève et son canton suisse d'aujourd'hui ainsi que le Pays de Gex aujourd'hui rattaché au département de l'Ain. En revanche, l'arrondissement d'Annecy n'en faisait pas partie. Le département du Léman comptait ainsi 277 communes en 1800.

## Fusions
| Nom de la nouvelle commune | Communes réunies                           | Régime                                                         | Date (et nature) de la décision | Date d'effet                   |
| -------------------------- | ------------------------------------------ | -------------------------------------------------------------- | ------------------------------- | ------------------------------ |
| Glières-Val-de-Borne       | Le Petit-Bornand-les-Glières               | commune nouvelle (sans communes déléguées)                     | 27 juin 2018 (Arrêté)           | 1er janvier 2019               |
| Glières-Val-de-Borne       | Entremont                                  | commune nouvelle (sans communes déléguées)                     | 27 juin 2018 (Arrêté)           | 1er janvier 2019               |
| Vallières-sur-Fier         | Vallières                                  | commune nouvelle (sans communes déléguées)                     | 7 mai 2018 (Arrêté)             | 1er janvier 2019               |
| Vallières-sur-Fier         | Val-de-Fier                                | commune nouvelle (sans communes déléguées)                     | 7 mai 2018 (Arrêté)             | 1er janvier 2019               |
| Annecy                     | Annecy                                     | commune nouvelle (avec communes déléguées)                     | 14 juillet 2016 (Arrêté)        | 1er janvier 2017               |
| Annecy                     | Annecy-le-Vieux                            | commune nouvelle (avec communes déléguées)                     | 14 juillet 2016 (Arrêté)        | 1er janvier 2017               |
| Annecy                     | Cran-Gevrier                               | commune nouvelle (avec communes déléguées)                     | 14 juillet 2016 (Arrêté)        | 1er janvier 2017               |
| Annecy                     | Meythet                                    | commune nouvelle (avec communes déléguées)                     | 14 juillet 2016 (Arrêté)        | 1er janvier 2017               |
| Annecy                     | Pringy                                     | commune nouvelle (avec communes déléguées)                     | 14 juillet 2016 (Arrêté)        | 1er janvier 2017               |
| Annecy                     | Seynod                                     | commune nouvelle (avec communes déléguées)                     | 14 juillet 2016 (Arrêté)        | 1er janvier 2017               |
| Fillière                   | Thorens-Glières                            | commune nouvelle (avec communes déléguées)                     | 27 mai 2016 (Arrêté)            | 1er janvier 2017               |
| Fillière                   | Aviernoz                                   | commune nouvelle (avec communes déléguées)                     | 27 mai 2016 (Arrêté)            | 1er janvier 2017               |
| Fillière                   | Évires                                     | commune nouvelle (avec communes déléguées)                     | 27 mai 2016 (Arrêté)            | 1er janvier 2017               |
| Fillière                   | Les Ollières                               | commune nouvelle (avec communes déléguées)                     | 27 mai 2016 (Arrêté)            | 1er janvier 2017               |
| Fillière                   | Saint-Martin-Bellevue                      | commune nouvelle (avec communes déléguées)                     | 27 mai 2016 (Arrêté)            | 1er janvier 2017               |
| Talloires-Montmin          | Talloires                                  | commune nouvelle (avec communes déléguées)                     | 25 novembre 2015 (Arrêté)       | 1er janvier 2016               |
| Talloires-Montmin          | Montmin                                    | commune nouvelle (avec communes déléguées)                     | 25 novembre 2015 (Arrêté)       | 1er janvier 2016               |
| Val de Chaise              | Marlens                                    | commune nouvelle (avec communes déléguées)                     | 9 novembre 2015 (Arrêté)        | 1er janvier 2016               |
| Val de Chaise              | Cons-Sainte-Colombe                        | commune nouvelle (avec communes déléguées)                     | 9 novembre 2015 (Arrêté)        | 1er janvier 2016               |
| Faverges-Seythenex         | Faverges                                   | commune nouvelle (sans communes déléguées depuis le 24-9-2020) | 30 septembre 2015 (Arrêté)      | 1er janvier 2016               |
| Faverges-Seythenex         | Seythenex                                  | commune nouvelle (sans communes déléguées depuis le 24-9-2020) | 30 septembre 2015 (Arrêté)      | 1er janvier 2016               |
| Epagny Metz-Tessy          | Épagny                                     | commune nouvelle (sans communes déléguées)                     | 26 septembre 2015 (Arrêté)      | 1er janvier 2016               |
| Epagny Metz-Tessy          | Metz-Tessy                                 | commune nouvelle (sans communes déléguées)                     | 26 septembre 2015 (Arrêté)      | 1er janvier 2016               |
| Sallanches                 | Sallanches                                 | fusion simple                                                  | 8 février 1977 (Arrêté)         | 15 février 1977                |
| Sallanches                 | Saint-Martin-sur-Arve                      | fusion simple                                                  | 8 février 1977 (Arrêté)         | 15 février 1977                |
| Saint-Gervais-les-Bains    | Saint-Gervais-les-Bains                    | fusion simple                                                  | 29 décembre 1973 (Arrêté)       | 1er janvier 1974               |
| Saint-Gervais-les-Bains    | Saint-Nicolas-de-Véroce                    | fusion simple                                                  | 29 décembre 1973 (Arrêté)       | 1er janvier 1974               |
| Monnetier-Mornex           | Monnetier-Mornex                           | fusion association (fusion simple depuis le 1-7-2019)          | 14 décembre 1973 (Arrêté)       | 1er janvier 1974               |
| Monnetier-Mornex           | Esserts-Salève                             | fusion association (fusion simple depuis le 1-7-2019)          | 14 décembre 1973 (Arrêté)       | 1er janvier 1974               |
| Perrignier                 | Perrignier                                 | fusion association (dissoute en 2001)                          | 29 novembre 1973 (Arrêté)       | 1er janvier 1974               |
| Perrignier                 | Draillant (commune rétablie en 2001)       | fusion association (dissoute en 2001)                          | 29 novembre 1973 (Arrêté)       | 1er janvier 1974               |
| Thonon-les-Bains           | Thonon-les-Bains                           | fusion association (dissoute en 1983)                          | 9 octobre 1973 (Arrêté)         | 1er janvier 1974               |
| Thonon-les-Bains           | Anthy-sur-Léman (commune rétablie en 1983) | fusion association (dissoute en 1983)                          | 9 octobre 1973 (Arrêté)         | 1er janvier 1974               |
| Saint-Gingolph             | Saint-Gingolph                             | fusion association (dissoute en 1983)                          | 17 août 1973 (Arrêté)           | 1er janvier 1974               |
| Saint-Gingolph             | Novel (commune rétablie en 1983)           | fusion association (dissoute en 1983)                          | 17 août 1973 (Arrêté)           | 1er janvier 1974               |
| Crempigny-Bonneguête       | Crempigny                                  | fusion simple                                                  | 14 août 1973 (Arrêté)           | 1er janvier 1974               |
| Crempigny-Bonneguête       | Bonneguête                                 | fusion simple                                                  | 14 août 1973 (Arrêté)           | 1er janvier 1974               |
| Arâches                    | Arâches                                    | fusion association (fusion simple depuis le 1-6-1995)          | 29 juin 1973 (Arrêté)           | 1er janvier 1974               |
| Arâches                    | La Frasse                                  | fusion association (fusion simple depuis le 1-6-1995)          | 29 juin 1973 (Arrêté)           | 1er janvier 1974               |
| Val-de-Fier                | Sion                                       | fusion simple                                                  | 26 juin 1973 (Arrêté)           | 1er janvier 1974               |
| Val-de-Fier                | Saint-André-Val-de-Fier                    | fusion simple                                                  | 26 juin 1973 (Arrêté)           | 1er janvier 1974               |
| Clarafond                  | Clarafond                                  | fusion association (fusion simple depuis le 1-7-2005),         | 12 juin 1973 (Arrêté)           | 1er janvier 1974               |
| Clarafond                  | Arcine                                     | fusion association (fusion simple depuis le 1-7-2005),         | 12 juin 1973 (Arrêté)           | 1er janvier 1974               |
| Reignier                   | Reignier                                   | fusion association                                             | 11 avril 1973 (Arrêté)          | 1er janvier 1974               |
| Reignier                   | Ésery                                      | fusion association                                             | 11 avril 1973 (Arrêté)          | 1er janvier 1974               |
| Allonzier-la-Caille        | Allonzier-la-Caille                        | fusion simple                                                  | 29 décembre 1972 (Arrêté)       | 1er janvier 1973               |
| Allonzier-la-Caille        | Avregny                                    | fusion simple                                                  | 29 décembre 1972 (Arrêté)       | 1er janvier 1973               |
| Pringy                     | Pringy                                     | fusion association (fusion simple depuis le 1-12-2006)         | 29 décembre 1972 (Arrêté)       | 1er janvier 1973               |
| Pringy                     | Ferrières                                  | fusion association (fusion simple depuis le 1-12-2006)         | 29 décembre 1972 (Arrêté)       | 1er janvier 1973               |
| Seynod                     | Seynod                                     | fusion association (fusion simple depuis le 1-7-1997)          | 29 décembre 1972 (Arrêté)       | 1er janvier 1973               |
| Seynod                     | Balmont                                    | fusion association (fusion simple depuis le 1-7-1997)          | 29 décembre 1972 (Arrêté)       | 1er janvier 1973               |
| Thonon-les-Bains           | Thonon-les-Bains                           | fusion association (dissoute en 1995)                          | 29 décembre 1972 (Arrêté)       | 1er janvier 1973               |
| Thonon-les-Bains           | Marin (commune rétablie en 1995)           | fusion association (dissoute en 1995)                          | 29 décembre 1972 (Arrêté)       | 1er janvier 1973               |
| Bonne                      | Bonne                                      | fusion simple                                                  | 27 novembre 1972 (Arrêté)       | 1er janvier 1973               |
| Bonne                      | Loëx                                       | fusion simple                                                  | 27 novembre 1972 (Arrêté)       | 1er janvier 1973               |
| Sallanches                 | Sallanches                                 | fusion simple                                                  | 30 décembre 1971 (Arrêté)       | 1er janvier 1972               |
| Sallanches                 | Saint-Roch                                 | fusion simple                                                  | 30 décembre 1971 (Arrêté)       | 1er janvier 1972               |
| Bons-en-Chablais           | Bons                                       | fusion                                                         | 11 mai 1966 (Arrêté)            | 1er juillet 1966               |
| Bons-en-Chablais           | Brens                                      | fusion                                                         | 11 mai 1966 (Arrêté)            | 1er juillet 1966               |
| Bons-en-Chablais           | Saint-Didier-en-Chablais                   | fusion                                                         | 11 mai 1966 (Arrêté)            | 1er juillet 1966               |
| Seynod                     | Seynod                                     | fusion                                                         | 23 février 1965 (Arrêté)        | 8 mars 1965                    |
| Seynod                     | Vieugy                                     | fusion                                                         | 23 février 1965 (Arrêté)        | 8 mars 1965                    |
| Saint-Julien-en-Genevois   | Saint-Julien-en-Genevois                   | fusion                                                         | 16 février 1965 (Arrêté)        | 6 mars 1965                    |
| Saint-Julien-en-Genevois   | Thairy                                     | fusion                                                         | 16 février 1965 (Arrêté)        | 6 mars 1965                    |
| Saint-Pierre-en-Faucigny   | Saint-Pierre-de-Rumilly                    | fusion                                                         | 24 décembre 1964 (Arrêté)       | 1er janvier 1965               |
| Saint-Pierre-en-Faucigny   | Passeirier                                 | fusion                                                         | 24 décembre 1964 (Arrêté)       | 1er janvier 1965               |
| Saint-Pierre-en-Faucigny   | Saint-Maurice-de-Rumilly                   | fusion                                                         | 24 décembre 1964 (Arrêté)       | 1er janvier 1965               |
| Bonneville                 | Bonneville                                 | fusion                                                         | 20 novembre 1964 (Arrêté)       | 17 décembre 1964               |
| Bonneville                 | La Côte-d'Hyot                             | fusion                                                         | 20 novembre 1964 (Arrêté)       | 17 décembre 1964               |
| Bonneville                 | Bonneville                                 | fusion                                                         | 7 juin 1961 (Arrêté)            | 7 août 1961                    |
| Bonneville                 | Pontchy                                    | fusion                                                         | 7 juin 1961 (Arrêté)            | 7 août 1961                    |
| Jonzier-Épagny             | Jonzier                                    | fusion                                                         | 17 février 1866 (Décret)        | 17 février 1866 (Décret)       |
| Jonzier-Épagny             | Épagny (canton de Saint-Julien)            | fusion                                                         | 17 février 1866 (Décret)        | 17 février 1866 (Décret)       |
| Chainaz-les-Frasses        | Chainaz                                    | fusion                                                         | 17 novembre 1865 (Décret)       | 17 novembre 1865 (Décret)      |
| Chainaz-les-Frasses        | Les Frasses                                | fusion                                                         | 17 novembre 1865 (Décret)       | 17 novembre 1865 (Décret)      |
| Marigny-Saint-Marcel       | Marigny                                    | fusion                                                         | 15 octobre 1844 (Décret royal)  | 15 octobre 1844 (Décret royal) |
| Marigny-Saint-Marcel       | Saint-Marcel                               | fusion                                                         | 15 octobre 1844 (Décret royal)  | 15 octobre 1844 (Décret royal) |
| Bonneville                 | Bonneville                                 | fusion                                                         | 1842                            | 1842                           |
| Bonneville                 | Saint-Étienne                              | fusion                                                         | 1842                            | 1842                           |
| Ambilly-Gaillard           | Ambilly (commune rétablie en 1843)         | fusion (dissoute en 1843)                                      | 1818                            | 1818                           |
| Ambilly-Gaillard           | Gaillard (commune rétablie en 1843)        | fusion (dissoute en 1843)                                      | 1818                            | 1818                           |
| Arthaz-Pont-Notre-Dame     | Arthaz                                     | fusion                                                         | 10 novembre 1818 (Édit royal),  | 10 novembre 1818 (Édit royal), |
| Arthaz-Pont-Notre-Dame     | Pont-Notre-Dame                            | fusion                                                         | 10 novembre 1818 (Édit royal),  | 10 novembre 1818 (Édit royal), |
| Esserts-Ésery              | Esserts (commune rétablie en 1914)         | fusion (dissoute en 1914)                                      | 1818                            | 1818                           |
| Esserts-Ésery              | Ésery (commune rétablie en 1914)           | fusion (dissoute en 1914)                                      | 1818                            | 1818                           |
| Reignier                   | Reignier                                   | fusion                                                         | 1818                            | 1818                           |
| Reignier                   | Saint-Romain                               | fusion                                                         | 1818                            | 1818                           |
| Sciez                      | Sciez                                      | fusion                                                         | 1818                            | 1818                           |
| Sciez                      | Filly                                      | fusion                                                         | 1818                            | 1818                           |
| Vétraz-Monthoux            | Vétraz                                     | fusion                                                         | 1818                            | 1818                           |
| Vétraz-Monthoux            | Monthoux                                   | fusion                                                         | 1818                            | 1818                           |
| Allinges                   | Allinges                                   | fusion                                                         | 1815                            | 1815                           |
| Allinges                   | Mézinge                                    | fusion                                                         | 1815                            | 1815                           |
| Pers-Jussy                 | Pers                                       | fusion                                                         | 1815                            | 1815                           |
| Pers-Jussy                 | Jussy-sous-Pers                            | fusion                                                         | 1815                            | 1815                           |
| Samoëns                    | Samoëns                                    | fusion                                                         | 1811                            | 1811                           |
| Samoëns                    | Vallon                                     | fusion                                                         | 1811                            | 1811                           |
| Pontchy                    | Pontchy                                    | fusion (dissoute en 1860)                                      | 1803                            | 1803                           |
| Pontchy                    | Vougy (commune rétablie en 1860)           | fusion (dissoute en 1860)                                      | 1803                            | 1803                           |
| Cranves-Sales              | Cranves                                    | fusion                                                         | 1795-1800                       | 1795-1800                      |
| Cranves-Sales              | Sales                                      | fusion                                                         | 1795-1800                       | 1795-1800                      |
| Veigy-Foncenex             | Veigy                                      | fusion                                                         | 1795-1800                       | 1795-1800                      |
| Veigy-Foncenex             | Foncenex                                   | fusion                                                         | 1795-1800                       | 1795-1800                      |
| Alby                       | Alby                                       | fusion                                                         | 1792-1794                       | 1792-1794                      |
| Alby                       | Saint-Donat                                | fusion                                                         | 1792-1794                       | 1792-1794                      |
| Bassy                      | Bassy                                      | fusion                                                         | 1792-1794                       | 1792-1794                      |
| Bassy                      | Veytrens                                   | fusion                                                         | 1792-1794                       | 1792-1794                      |
| Brenthonne                 | Brenthonne                                 | fusion                                                         | 1792-1794                       | 1792-1794                      |
| Brenthonne                 | Avully                                     | fusion                                                         | 1792-1794                       | 1792-1794                      |
| Brenthonne                 | Vigny                                      | fusion                                                         | 1792-1794                       | 1792-1794                      |
| Chamonix                   | Chamonix                                   | fusion                                                         | 1792-1794                       | 1792-1794                      |
| Chamonix                   | Argentières                                | fusion                                                         | 1792-1794                       | 1792-1794                      |
| Chaumont                   | Chaumont                                   | fusion                                                         | 1792-1794                       | 1792-1794                      |
| Chaumont                   | Saint-Jean                                 | fusion                                                         | 1792-1794                       | 1792-1794                      |
| Faverges                   | Faverges                                   | fusion                                                         | 1792-1794                       | 1792-1794                      |
| Faverges                   | Viuz-Faverges                              | fusion                                                         | 1792-1794                       | 1792-1794                      |
| Sciez                      | Sciez                                      | fusion                                                         | 1792-1794                       | 1792-1794                      |
| Sciez                      | Chavannes                                  | fusion                                                         | 1792-1794                       | 1792-1794                      |
| Vulbens                    | Vulbens                                    | fusion                                                         | 1792-1794                       | 1792-1794                      |
| Vulbens                    | Bans                                       | fusion                                                         | 1792-1794                       | 1792-1794                      |

## Créations et rétablissements
| Nom de la commune créée                      | Commune affectée                     | Mode de création              | Date (et nature) de la décision            | Date d'effet                    |
| -------------------------------------------- | ------------------------------------ | ----------------------------- | ------------------------------------------ | ------------------------------- |
| Draillant                                    | Perrignier                           | Rétablissement                | 15 février 2001 (Décret)                   | 19 février 2001                 |
| Marin                                        | Thonon-les-Bains                     | Rétablissement                | 18 mai 1995 (Arrêté) 20 juin 1995 (Arrêté) | 25 mai 1995                     |
| Novel                                        | Saint-Gingolph                       | Rétablissement                | 27 décembre 1982 (Arrêté)                  | 1er janvier 1983                |
| Anthy-sur-Léman                              | Thonon-les-Bains                     | Rétablissement                | 17 décembre 1982 (Arrêté)                  | 1er janvier 1983                |
| Ésery                                        | Esserts-Ésery (commune démembrée)    | Rétablissement et suppression | 30 mars 1914 (Loi)                         | 30 mars 1914 (Loi)              |
| Les Esserts                                  | Esserts-Ésery (commune démembrée)    | Rétablissement et suppression | 30 mars 1914 (Loi)                         | 30 mars 1914 (Loi)              |
| Le Bouchet                                   | Serraval                             | Démembrement                  | 5 mai 1877 (Décret)                        | 5 mai 1877 (Décret)             |
| Armoy                                        | Lyaud-Armoy (commune démembrée)      | Rétablissement et suppression | 7 mai 1870 (Décret)                        | 7 mai 1870 (Décret)             |
| Lyaud                                        | Lyaud-Armoy (commune démembrée)      | Rétablissement et suppression | 7 mai 1870 (Décret)                        | 7 mai 1870 (Décret)             |
| La Frasse                                    | Saint-Sigismond                      | Démembrement                  | 3 novembre 1869 (Décret)                   | 3 novembre 1869 (Décret)        |
| Le Pratz                                     | Mégève                               | Démembrement                  | 3 novembre 1869 (Décret)                   | 3 novembre 1869 (Décret)        |
| La Chapelle-Saint-Maurice                    | Saint-Eustache                       | Démembrement                  | 6 janvier 1866 (Décret)                    | 6 janvier 1866 (Décret)         |
| Marnaz                                       | Scionzier                            | Démembrement                  | 6 janvier 1866 (Décret)                    | 6 janvier 1866 (Décret)         |
| Verchaix                                     | Samoëns                              | Démembrement                  | 13 mai 1865 (Loi)                          | 13 mai 1865 (Loi)               |
| La Baume                                     | Le Biot                              | Démembrement                  | 20 décembre 1860 (Décret)                  | 20 décembre 1860 (Décret)       |
| Champanges                                   | Larringes                            | Démembrement                  | 20 décembre 1860 (Décret)                  | 20 décembre 1860 (Décret)       |
| Essert-Romand                                | Saint-Jean-d'Aulph                   | Démembrement                  | 20 décembre 1860 (Décret)                  | 20 décembre 1860 (Décret)       |
| Meillerie                                    | Thollon                              | Démembrement                  | 20 décembre 1860 (Décret)                  | 20 décembre 1860 (Décret)       |
| Vougy                                        | Pontchy                              | Rétablissement                | 20 décembre 1860 (Décret)                  | 20 décembre 1860 (Décret)       |
| Le Reposoir                                  | Scionzier                            | Démembrement                  | 28 décembre 1847 (Décret royal)            | 28 décembre 1847 (Décret royal) |
| Ambilly                                      | Ambilly-Gaillard (commune démembrée) | Rétablissement et suppression | 3 août 1843 (Décret royal)                 | 3 août 1843 (Décret royal)      |
| Gaillard                                     | Ambilly-Gaillard (commune démembrée) | Rétablissement et suppression | 3 août 1843 (Décret royal)                 | 3 août 1843 (Décret royal)      |
| Ambilly-Gaillard[Quoi ?] (commune démembrée) |                                      | Rétablissement et suppression | 3 août 1843 (Décret royal)                 | 3 août 1843 (Décret royal)      |
| Thônex (Suisse)                              |                                      | Rétablissement et suppression | 3 août 1843 (Décret royal)                 | 3 août 1843 (Décret royal)      |
| Seytroux                                     | Le Biot                              | Démembrement                  | 11 décembre 1837 (Décret royal)            | 11 décembre 1837 (Décret royal) |
| Archamps                                     | Collonges-sous-Salève                | Démembrement                  | 15 mars 1836 (Décret royal)                | 15 mars 1836 (Décret royal)     |
| Bonnevaux                                    | Vacheresse                           | Démembrement                  | 25 avril 1835 (Décret royal)               | 25 avril 1835 (Décret royal)    |
| Thairy                                       | Avusy-Laconnex-Soral (Suisse)        | Démembrement                  | 16 mars 1816 (Décret royal)                | 16 mars 1816 (Décret royal)     |
| Seyssel                                      | Seyssel (département de l'Ain)       | Démembrement                  | 1815                                       | 1815                            |

## Modifications de nom officiel
| Ancien nom             | Nouveau nom                  | Date (et nature) de la décision                          |
| ---------------------- | ---------------------------- | -------------------------------------------------------- |
| Sévrier                | Sevrier                      | 7 février 2017 (Décret)                                  |
| Le Bouchet             | Le Bouchet-Mont-Charvin      | 5 novembre 2013 (Décret)                                 |
| Reignier               | Reignier-Ésery               | 19 mars 2007 (Arrêté) 1er avril 2007 (Date d'effet)      |
| Clarafond              | Clarafond-Arcine             | 29 juin 2005 (Arrêté) 1er juillet 2005 (Date d'effet)    |
| Arâches                | Arâches-la-Frasse            | 15 février 1999 (Arrêté) 1er janvier 2000 (Date d'effet) |
| Thollon                | Thollon-les-Mémises          | 6 novembre 1995 (Décret)                                 |
| Chapery                | Chapeiry                     | 13 novembre 1984 (Décret)                                |
| Sixt                   | Sixt-Fer-à-Cheval            | 11 juin 1979 (Décret)                                    |
| Anthy                  | Anthy-sur-Léman              | 4 août 1971 (Décret)                                     |
| Argonnex               | Argonay                      | 10 mars 1971 (Décret)                                    |
| Saint-Jean-d'Aulph     | Saint-Jean-d'Aulps           | 19 août 1961 (Décret)                                    |
| Alby                   | Alby-sur-Chéran              | 27 février 1961 (Décret)                                 |
| La Chapelle            | La Chapelle-d'Abondance      | 27 février 1961 (Décret)                                 |
| Mégève                 | Megève                       | 27 février 1961 (Décret)                                 |
| La Roche               | La Roche-sur-Foron           | 27 février 1961 (Décret)                                 |
| Chens                  | Chens-sur-Léman              | 24 mai 1954 (Décret)                                     |
| Les Contamines         | Les Contamines-Montjoie      | 26 septembre 1949 (Décret)                               |
| Le Petit-Bornand       | Le Petit-Bornand-les-Glières | 17 avril 1947 (Décret)                                   |
| Thorens                | Thorens-Glières              | 17 avril 1947 (Décret)                                   |
| Menthon                | Menthon-Saint-Bernard        | 2 mars 1943 (Décret)                                     |
| Châtillon              | Châtillon-sur-Cluses         | 10 janvier 1935 (Décret),                                |
| Metz                   | Metz-Tessy                   | 10 janvier 1935 (Décret),                                |
| Montagny               | Montagny-les-Lanches         | 10 janvier 1935 (Décret),                                |
| Naves                  | Nâves-Parmelan               | 10 janvier 1935 (Décret),                                |
| Saint-André            | Saint-André-de-Boëge         | 10 janvier 1935 (Décret),                                |
| Saint-Didier           | Saint-Didier-en-Chablais     | 10 janvier 1935 (Décret),                                |
| Saint-Maurice          | Saint-Maurice-de-Rumilly     | 10 janvier 1935 (Décret),                                |
| Saint-Paul             | Saint-Paul-en-Chablais       | 10 janvier 1935 (Décret),                                |
| Maxilly                | Maxilly-sur-Léman            | 19 novembre 1930 (Décret)                                |
| Les Esserts            | Esserts-Salève               | 20 avril 1922 (Décret)                                   |
| Chamonix               | Chamonix-Mont-Blanc          | 14 novembre 1921 (Décret)                                |
| Marcellaz              | Marcellaz-Albanais           | 25 octobre 1921 (Décret)                                 |
| Saint-Martin           | Saint-Martin-Bellevue        | 25 octobre 1921 (Décret)                                 |
| Contamine-sous-Marlioz | Contamine-Sarzin             | 3 août 1913 (Décret)                                     |
| Saint-Martin           | Saint-Martin-sur-Arve        | 27 novembre 1912 (Décret)                                |
| Praz-de-Mégèves        | Praz-sur-Arly                | 16 décembre 1907 (Décret)                                |
| Saint-André            | Saint-André-Val-de-Fier      | 16 juillet 1907 (Décret)                                 |
| Gevrier                | Cran-Gevrier                 | 14 mars 1902 (Décret)                                    |
| Hauteville             | Hauteville-sur-Fier          | 24 décembre 1901 (Décret)                                |
| Veyrier                | Veyrier-du-Lac               | 18 janvier 1901 (Décret)                                 |
| Allonzier              | Allonzier-la-Caille          | 29 janvier 1900 (Décret)                                 |
| Saint-Julien           | Saint-Julien-en-Genevois     | 26 août 1893 (Décret)                                    |
| Thonon                 | Thonon-les-Bains             | 11 janvier 1890 (Décret)                                 |
| Veaux                  | Vaulx                        | 12 février 1872 (Décret)                                 |
| Saint-Gervais          | Saint-Gervais-les-Bains      | 7 août 1867 (Décret)                                     |
| Chens-Cusy             | Chens                        | 28 novembre 1866 (Décret)                                |
| Évian                  | Évian-les-Bains              | 28 janvier 1865 (Décret)                                 |
| Armoy-Lyaud            | Lyaud-Armoy                  | 20 décembre 1860 (Décret)                                |
| Cusy                   | Chens-Cusy                   | 1827 ?                                                   |

## Modifications des limites communales
Le plus souvent, les modifications des limites communales décidées par arrêtés préfectoraux ne sont pas répertoriées dans le Journal officiel ni dans le Bulletin officiel.
| La commune de ...                                  | ... cède du territoire à la commune de ...         | Précisions                                                      | Date (et nature) de la décision |
| -------------------------------------------------- | -------------------------------------------------- | --------------------------------------------------------------- | ------------------------------- |
| Annecy                                             | Annecy-le-Vieux                                    | Superficie de 6 a 63 ca                                         | 14 décembre 2005 (Décret)       |
| Annecy-le-Vieux                                    | Annecy                                             | Superficie de 60 a 76 ca                                        | 14 décembre 2005 (Décret)       |
| Morzine                                            | Les Gets                                           | Superficie de 74 a 40 ca                                        | 15 mars 1993 (Décret)           |
| Les Gets                                           | Morzine                                            | Superficie de 74 a 60 ca                                        | 15 mars 1993 (Décret)           |
| Cran-Gevrier                                       | Meythet                                            | Superficie de 1 ha 81 a 54 ca                                   | 3 octobre 1989 (Décret)         |
| Meythet                                            | Cran-Gevrier                                       | Superficie de 49 a 39 ca                                        | 3 octobre 1989 (Décret)         |
| Brenthonne                                         | Saxel                                              | 16 habitants Superficie de 132 ha                               | 9 février 1968 (Décret)         |
| Seynod                                             | Annecy                                             | Lieu-dit Les Molasses Superficie de 3 ha 67 a 47 ca             | 21 mai 1948 (Arrêté)            |
| Feigères                                           | Saint-Julien-en-Genevois                           | Hameau de Cervonnex                                             | 25 mars 1924 (Décret)           |
| Marcellaz-Albanais                                 | Hauteville-sur-Fier                                | Partie sise au nord de la ligne de chemin de fer d'Aix à Annecy | 8 juin 1923 (Décret)            |
| Lullin                                             | Habère-Poche                                       | Hameau des Arces                                                | 30 décembre 1907 (Loi)          |
| Bons Machilly                                      | Machilly Bons                                      |                                                                 | 4 mars 1887 (Loi)               |
| Saint-Félix Saint-Girod (département de la Savoie) | Saint-Girod (département de la Savoie) Saint-Félix |                                                                 | 21 novembre 1884 (Décret)       |
| Cusy Saint-Ours (département de la Savoie)         | Saint-Ours (département de la Savoie) Cusy         |                                                                 | 21 novembre 1884 (Décret)       |
| Ville-la-Grand                                     | Annemasse                                          |                                                                 | 23 juillet 1883 (Loi)           |
| Thorens                                            | Le Petit-Bornand                                   | Section de Glières                                              | 21 juillet 1870 (Loi)           |
| Aviernoz                                           | Thorens                                            | Section du Jourdie                                              | 18 septembre 1869 (Décret)      |
| Vétraz-Monthoux                                    | Cranves-Sales                                      | Section de Rosse                                                | 29 janvier 1868 (Décret)        |
| Fillinges                                          | Saint-André                                        |                                                                 | 17 juillet 1867 (Loi)           |
| Champanges Larringes                               | Larringes Champanges                               |                                                                 | 16 mars 1867 (Décret)           |
| Thollon                                            | Meillerie                                          |                                                                 | 9 janvier 1867 (Décret)         |
| Saint-Jorioz                                       | Saint-Eustache                                     | Section des Magnes                                              | 16 mai 1866 (Loi)               |
| Le Biot                                            | La Baume                                           |                                                                 | 9 août 1864 (Décret)            |
| Talloires                                          | Menthon                                            | Section des Chaseaux                                            | 17 février 1864 (Décret)        |

## Communes associées
Liste des communes ayant, ou ayant eu (en italique), à la suite d'une fusion, le statut de commune associée.
| Nom de la commune | Code INSEE | Fusion-association                     | Fusion-association | Fusion-association | Fusion-association                       | D - Défusion ou F - transformation de l'association en fusion simple | D - Défusion ou F - transformation de l'association en fusion simple | D - Défusion ou F - transformation de l'association en fusion simple | D - Défusion ou F - transformation de l'association en fusion simple |
| Nom de la commune | Code INSEE | date de la décision                    | date d'effet       | commune absorbante | nom de la commune résultant de la fusion | D/F                                                                  | date de la décision                                                  | date d'effet                                                         | commentaire                                                          |
| ----------------- | ---------- | -------------------------------------- | ------------------ | ------------------ | ---------------------------------------- | -------------------------------------------------------------------- | -------------------------------------------------------------------- | -------------------------------------------------------------------- | -------------------------------------------------------------------- |
| La Frasse         | 74132      | Arrêté préfectoral du 29 juin 1973     | 1er janvier 1974   | Arâches            | Arâches                                  | F                                                                    | Arrêté préfectoral du 31 mai 1995                                    | 1er juin 1995                                                        | Arâches prend le nom d'Arâches-la-Frasse                             |
| Arcine            | 74017      | Arrêté préfectoral du 12 juin 1973     | 1er janvier 1974   | Clarafond          | Clarafond                                | F                                                                    | Arrêté préfectoral du 29 juin 2005                                   | 1er juillet 2005                                                     | Clarafond prend le nom de Clarafond-Arcine                           |
| Esserts-Salève    | 74115      | Arrêté préfectoral du 14 décembre 1973 | 1er janvier 1974   | Monnetier-Mornex   | Monnetier-Mornex                         |                                                                      |                                                                      |                                                                      |                                                                      |
| Draillant         | 74106      | Arrêté préfectoral du 29 novembre 1973 | 1er janvier 1974   | Perrignier         | Perrignier                               | D                                                                    | Arrêté préfectoral du 15 février 2001                                | 19 février 2001                                                      |                                                                      |
| Ferrières         | 74125      | Arrêté préfectoral du 29 décembre 1972 | 1er janvier 1973   | Pringy             | Pringy                                   | F                                                                    | Arrêté préfectoral du 6 novembre 2006                                | 1er décembre 2006                                                    |                                                                      |
| Ésery             | 74113      | Arrêté préfectoral du 11 avril 1973    | 1er janvier 1974   | Reignier           | Reignier-Ésery,                          |                                                                      |                                                                      |                                                                      |                                                                      |
| Novel             | 74203      | Arrêté préfectoral du 17 août 1973     | 1er janvier 1974   | Saint-Gingolph     | Saint-Gingolph                           | D                                                                    | Arrêté préfectoral du 27 décembre 1982                               | 1er janvier 1983                                                     |                                                                      |
| Balmont           | 74028      | Arrêté préfectoral du 29 décembre 1972 | 1er janvier 1973   | Seynod             | Seynod                                   | F                                                                    | Arrêté préfectoral du 27 juin 1997                                   | 1er juillet 1997                                                     |                                                                      |
| Marin             | 74166      | Arrêté préfectoral du 29 décembre 1972 | 1er janvier 1973   | Thonon-les-Bains   | Thonon-les-Bains                         | D                                                                    | Arrêté préfectoral du 18 mai 1995                                    | 25 mai 1995                                                          |                                                                      |
| Anthy-sur-Léman   | 74013      | Arrêté préfectoral du 9 octobre 1973   | 1er janvier 1974   | Thonon-les-Bains   | Thonon-les-Bains                         | D                                                                    | Arrêté préfectoral du 17 décembre 1982                               | 1er janvier 1983                                                     |                                                                      |

## Transferts vers un autre département ou un pays étranger
| Département d'origine | Département ou pays de rattachement | Cantons concernés | Communes concernées | Décision |
| --------------------- | ----------------------------------- | ----------------- | --- | --- |
| Mont-Blanc            | Haute-Savoie                        | Annecy-Nord       | (22 communes) | 24 mars 1860 (traité de Turin) 25 juin 1860 (Décret impérial) 24 novembre 1860 (Loi) 20 décembre 1860 (Décret) |
| Mont-Blanc            | Haute-Savoie                        | Annecy-Sud        | (18 communes) | 24 mars 1860 (traité de Turin) 25 juin 1860 (Décret impérial) 24 novembre 1860 (Loi) 20 décembre 1860 (Décret) |
| Mont-Blanc            | Haute-Savoie                        | Faverges          | (5 communes) | 24 mars 1860 (traité de Turin) 25 juin 1860 (Décret impérial) 24 novembre 1860 (Loi) 20 décembre 1860 (Décret) |
| Mont-Blanc            | Haute-Savoie                        | Rumilly           | (21 communes) | 24 mars 1860 (traité de Turin) 25 juin 1860 (Décret impérial) 24 novembre 1860 (Loi) 20 décembre 1860 (Décret) |
| Mont-Blanc            | Haute-Savoie                        | Thônes            | (10 communes) | 24 mars 1860 (traité de Turin) 25 juin 1860 (Décret impérial) 24 novembre 1860 (Loi) 20 décembre 1860 (Décret) |
| Mont-Blanc            | Haute-Savoie                        | Mégève            | Crest-Voland, Flumet, La Giettaz, Notre-Dame-de-Bellecombe et Saint-Nicolas-la-Chapelle (5 communes)                                                                               | 24 mars 1860 (traité de Turin) 25 juin 1860 (Décret impérial) 24 novembre 1860 (Loi) 20 décembre 1860 (Décret) |
| Ain                   | Royaume de Sardaigne                | Frangy            | Seyssel (à l’occasion de son détachement de la commune jumelle de Seyssel -département de l'Ain)                                                                                   | 1815 |
| Léman                 | Ain                                 | Gex               | Cessy, Chevry, Crozet, Divonne, Gex, Grilly, Lélex, Saint-Genis-Pouilly, Sauverny, Ségny, Sergy, Thoiry, Versonnex, Vesancy et Vésenex-Crassy (15 communes)                        | 30 mai 1814 (traité) 8 novembre 1814 (Décret) 16 mars 1816 (traité de Turin)                                   |
| Léman                 | Ain                                 | Collonges         | Challex, Chézery, Collonges, Farges, Forens, Lancrans, Léaz, Péron et Saint-Jean-de-Gonville (9 communes)                                                                          | 30 mai 1814 (traité) 8 novembre 1814 (Décret) 16 mars 1816 (traité de Turin)                                   |
| Léman                 | Ain                                 | Genève-Ouest      | Ferney, Moëns, Ornex et Prévessin (4 communes) | 30 mai 1814 (traité) 8 novembre 1814 (Décret) 16 mars 1816 (traité de Turin)                                   |
| Léman                 | Suisse                              | Carouge           | Aire-la-Ville, Bernex-Onex-Confignon, Carouge, Compesières, Lancy et Veyrier (6 communes)                                                                                          | 30 mai 1814 (traité) 8 novembre 1814 (Décret) 16 mars 1816 (traité de Turin)                                   |
| Léman                 | Suisse                              | Chesne-Thonex     | Chesne-Thonex, Collonge-Bellerive, Corsier, Jussy-l’Évêque et Meinier-Chollex (5 communes)                                                                                         | 30 mai 1814 (traité) 8 novembre 1814 (Décret) 16 mars 1816 (traité de Turin)                                   |
| Léman                 | Suisse                              | Genève-Est        | Chesne-Bougeries, Cologny, Les Eaux-Vives, Plainpalais et Vandoeuvre + 1 partie de la ville de Genève (6 communes)                                                                 | 30 mai 1814 (traité) 8 novembre 1814 (Décret) 16 mars 1816 (traité de Turin)                                   |
| Léman                 | Suisse                              | Genève-Ouest      | Celigny, Collex-Bossy, Dardagny, Genthod, Le Grand-Saconnex, Meyrin, Le Petit-Saconnex, Pregny, Russin, Satigny, Vernier et Versoix + 1 partie de la ville de Genève (13 communes) | 30 mai 1814 (traité) 8 novembre 1814 (Décret) 16 mars 1816 (traité de Turin)                                   |
| Léman                 | Suisse                              | Saint-Julien      | Avully, Avusy-Laconnex-Soral, Cartigny et Chancy (4 communes) | 30 mai 1814 (traité) 8 novembre 1814 (Décret) 16 mars 1816 (traité de Turin)                                   |
| Léman                 | Suisse                              | Douvaine          | Hermance (1 commune) | 30 mai 1814 (traité) 8 novembre 1814 (Décret) 16 mars 1816 (traité de Turin)                                   |